# Jack Hofstra
John Bisgrove „Jack“ Hofstra (* 9. Juni 1946) ist ein Filmeditor.

## Leben
Seitdem Jack Bisgrove Hofstra 1977 bei dem Horror-B-Movie Haus der lebenden Toten erstmals den Filmschnitt eigenverantwortlich durchführte, kann er auf eine fast drei Jahrzehnte umspannende Karriere im B-Movie- und Independent-, Kino- und Fernsehfilm-Bereich und über 30 Filmschnitte zurückschauen, wobei insbesondere seine Arbeit an den Filmen Young Guns, Color of Night und The Specialist hervorsticht.

## Filmografie
- 1977: Haus der lebenden Toten (Haunted)
- 1981: Der lange Tod des Stuntman Cameron (The Stunt Man)
- 1981: Das Kabinett des Schreckens (The Funhouse)
- 1982: Bloodline – Zum Killen dressiert (Dogs of Hell)
- 1982: Das schönste Freudenhaus in Texas (The Best Little Whorehouse in Texas)
- 1983: Zwei vom gleichen Schlag (Two of a Kind)
- 1985: Die gnadenlose Clique (Band of the Hand)
- 1986: Bodycheck (Youngblood)
- 1987: Der Prinzipal – Einer gegen alle (The Principal)
- 1987: Ein knallharter Bulle (The Rutherford County Line)
- 1988: Young Guns
- 1989: Das vergessene Kommando (The Forgotten)
- 1991: Ein Vermieter zum Knutschen (The Super)
- 1991: Run – Lauf um dein Leben (Run)
- 1994: Color of Night
- 1994: The Specialist
- 1995: Little Panda (The Amazing Panda Adventure)
- 1997: Der 100.000 $ Fisch (Gone Fishin')
- 1998: Firestorm – Brennendes Inferno (Firestorm)
- 2000: Slow Burn
- 2000: Sommer der Freundschaft (A Storm in Summer)
- 2001–2003: The District – Einsatz in Washington (The District) (Fernsehserie, 22 Episoden)
- 2007: September Dawn
- 2010: Pure Country 2: The Gift